# Kim Seong-hwan
 (septembre 2019).
Si vous disposez d'ouvrages ou d'articles de référence ou si vous connaissez des sites web de qualité traitant du thème abordé ici, merci de compléter l'article en donnant les références utiles à sa vérifiabilité et en les liant à la section « Notes et références ».
Dans ce nom coréen, le nom de famille, Kim, précède le nom personnel.
Pour les articles homonymes, voir Kim.
Kim Seong-hwan, né à Kaesong en Corée le 8 octobre 1932 et mort le 8 septembre 2019 à Busan (Corée du Sud)[réf. nécessaire], est un auteur de Manhwa, un peintre et un illustrateur coréen. Il est l'un des principaux dessinateur de la presse coréenne. Il est également connu sous le pseudonyme de Gobawoo.

## Biographie
Kim Seong-hwan commence très tôt à dessiner des manhwas. Alors qu'il est encore lycéen à Pusan, il publie en 1949 Meongtyeonogkuri dans le journal Yeonhab Sinmun. Aux côtés de Kim Yong-hwan, Shing Dong-heon, Kim Eu-hwan ou encore Lee Yong-chun il collabore à la revue Manhwas news.
En 1951, âgé de dix-neuf ans, il quitte Busan et s'installe à Daegu où il mène une vie de misère avec cinq autres compagnons d'infortune et continue à publier des illustrations et des manhwas.
En 1955 il crée pour le quotidien Dong-A Ilbo le personnage de Gobaou, vieillard avec des yeux ronds, un grand nez, moustachu et avec une unique touffe de cheveux dressée sur le sommet du crâne. À travers ce strip de quatre cases, Kim Seong-hwan brosse un portrait critique et humoristique de la société contemporaine coréenne. Il dessina 14 139 épisodes de Gobaou entre 1955 et le début du XXIe siècle, ce qui fait de cette série celle qui a connu la plus grande longévité en Corée et une marque de sa très grande popularité.

## Publications
Au cours de cette publication, Kim Seong-hwan publie de nombreux dessins de presse qui lui valent des ennuis : 
- en 1956 lorsqu'il représente Jang Taek-hwan mordu par un chien au cours d'une manifestation de députés;
- en 1958 lorsqu'il dénonce les privilèges des jardiniers de la préfecture de police;
- en 1961 lorsqu'il tourne en ridicule le nouveau régime juste après le coup d'État du 16 mai.

En plus de ses dessins d'actualité, Kim Seong-hwan a publié des manhwas d'aventure comiques pour les enfants dont les très populaires Monsieur Socket (Monsieur Keokuri) et Monsieur Jangdari.
Il est également l'auteur de peintures très documentées qui représentent des scènes contemporaines dans un style classique.